# Lagoa de Velhos
Lagoa de Velhos este un oraș în Rio Grande do Norte (RN), Brazilia.